# Charles Michel (facteur d'orgues)
Pour les articles homonymes, voir Charles Michel (homonymie) et Michel.
Charles Félix Michel, né le 28 mars 1849 à Paris, mort le 12 avril 1926 à Lyon, est un facteur d'orgues.

## Biographie
Il est d'abord apprenti dans la Société anonyme pour la fabrication de grandes orgues (anciens établissements J. Merklin-Schütze et Cie). Il travaille ensuite un temps chez Aristide Cavaillé-Coll, puis retourne en 1872 auprès de Joseph Merklin qui a entre-temps créé sa nouvelle manufacture, J. Merklin & Cie, basée à Lyon. Il devient le gendre de ce dernier en épousant sa fille Marie-Alexandrine, le 18 novembre 1875.
Ne voyant aucun descendant en mesure de lui succéder, Joseph Merklin fait entrer le jeune couple Michel dans la société, en juillet 1879, en partageant ainsi désormais ses parts avec son gendre. Ce dernier, Charles Michel, ne lui inspirant confiance qu'à moitié, leur engagement est signé pour une durée de 5 ans, puis signé de nouveau pour dix ans.
En juin 1894, les tensions internes de la société Merklin & Cie amènent son fondateur à partir. À son départ, il interdit expressément à sa fille et à son gendre d'utiliser son nom Merklin à des fins commerciales. Ils ne tiendront pas compte de cette interdiction et leur société s'appellera « Charles Michel - Merklin ». Cette dénomination sèmera stratégiquement le doute auprès de la clientèle (et même encore aujourd'hui auprès du public devant le patrimoine « Merklin »).
Amenant sa société en déficit, Charles Michel se trouve obligé de la vendre. Deux employés, Francisque Pic et Pierre Chenet, rachètent ainsi la manufacture qui devient « Les successeurs de Charles Michel-Merklin » le 1er mai 1902.
En 1976, l'entreprise est rachetée par Olaf Dalsbaek, qui s'établit à Miribel, dans l'Ain, à quelques kilomètres de Lyon.

## Réalisations
Quelques orgues construits par la manufacture Charles Michel-Merklin :
- Villefranche-sur-Saône, église Saint-Pierre (1895) ;
- Église Saint-Nicolas de Marcigny (1895) (profondément modifié et altéré, n'est plus du tout dans son esthétique d'origine) ;
- Écully, église paroissiale Saint-Laurent (1895) ;
- Basilique Notre-Dame de Fourvière, Lyon (1896)[2] ;
- Église Sainte-Blandine de Lyon (1896) ;
- Église Saint-Joseph d'Annonay (1898) ;
- Saint-Christophe-en-Brionnais, église paroissiale (1898) ;
- Église Saint-Roch, Saint-Étienne (1899)[3] ;
- Église Saint-Pierre d'Anse (1899) ;
- Église de la Rédemption de Lyon (agrandissement/achèvement 1900)[4] ;
- Chauffailles, collégiale Saint-André (1900) ;
- Basilique d'Ars, à Ars-sur-Formans (1900) ;
- Église du Saint-Nom-de-Jésus (Lyon) (1900) (plus tard reconstruit et agrandi) ;
- Église Saint-Pierre d'Yssingeaux (1902) ;
- Veauche, église Saint-Laurent (1902) ;
- Marseille, église Saint-Calixte (1903) ;
- Église Notre-Dame de Bellecombe (1904) ;
- Église Saint-Firmin de Firminy (1905)[5].

## Différences entre les dénominations: Michel, Merklin, Kuhn

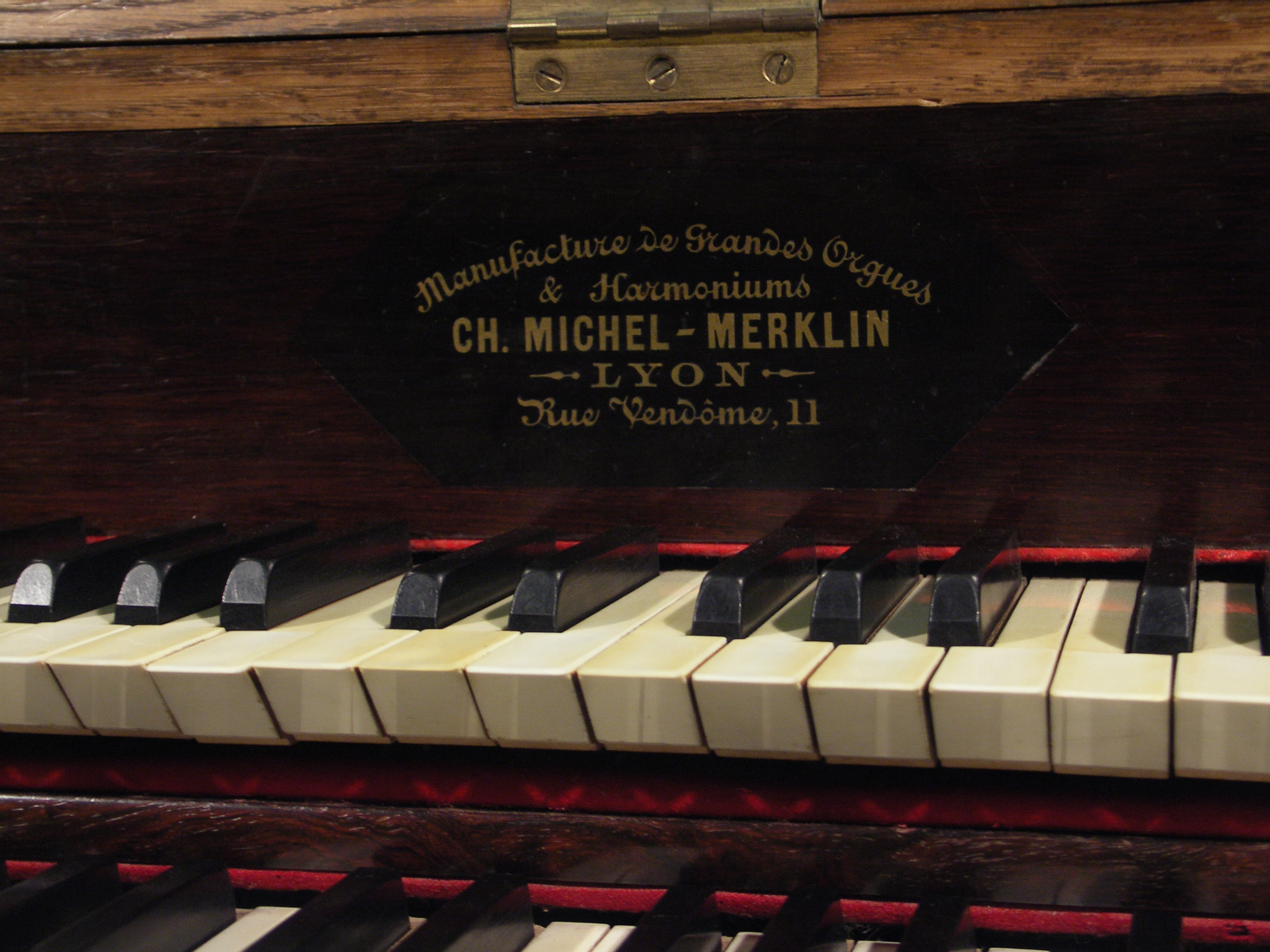
Plaque Ch. Michel-Merklin de l'orgue de l'église Saint-Pierre d'Yssingeaux (Haute-Loire), construit en 1901–1902.

Bien souvent, aujourd'hui, nombre d'orgues sont attribués à tort à Joseph Merklin alors qu'ils sont l'œuvre de ses successeurs… et inversement… La confusion vient du fait que le seul nom « Merklin » est, par erreur et par méconnaissance, couramment retenu pour simplifier l'appellation d'une société dont la dénomination comportait effectivement ce nom.
En 1894, lorsque Joseph Merklin quitte la société Merklin & Cie dont il était le fondateur et qu'il partageait avec sa fille Marie-Alexandrine et son gendre Charles Félix Michel, il leur interdit expressément d'utiliser le nom « Merklin » à des fins commerciales. Ils ne tiendront pas compte de cette interdiction, et leur société (basée à Lyon) profitera ainsi du prestige du nom en s'appelant « Charles Michel-Merklin » tandis que Joseph Merklin dirigera sa propre société (basée à Paris) « J. Merklin & Cie ».
De plus, la société lyonnaise Charles Michel-Merklin, dans sa succession, perpétuera l'utilisation du nom « Merklin », notamment au-delà de 1907, année de son rachat par le facteur d'orgues suisse Carl-Théodore Kuhn, avec la dénomination « Michel-Merklin-&-Kuhn ».
Parallèlement, en 1898, lorsque Joseph Merklin se retire définitivement pour prendre sa retraite, il cède ses parts aux deux associés qui l'avaient accompagné dans la création de sa dernière société à Paris, Joseph Gutschenritter et Philippe Decock, et il leur accorde l'utilisation commerciale de son nom. La dénomination « Merklin & Cie » de la société parisienne est donc maintenue après le départ de son fondateur.

## Écouter un exemple sur Youtube
- , Louis Vierne à l'orgue Charles Michel-Merklin de l'église St-Roch à Saint-Étienne par Jean-Luc Perrot.